# Dreams and Nightmares
Dreams and Nightmares é o primeiro álbum de estúdio do rapper e cantor Meek Mill. Lançado pelas gravadoras Maybach Music Group e Warner Bros. Records em 30 de Outubro de 2012. O álbum conta com aparições de Nas, Rick Ross, Wale, Big Sean, Trey Songz, Drake, John Legend, Louie V, 2 Chainz, Kirko Bangz, Sam Sneak e  Mary J. Blige.

## Reconhecimentos
Dreams and Nightmares foi nominado como o 15º melhor álbum de hip-hop de 2012 segundo Spin Magazine. XXL nomeou o álbum como um dos 5 melhores álbuns de 2012.

## Faixas
1. "Dreams and Nightmares"
2. "In God We Trust"
3. "Young & Gettin' It" (featuring Kirko Bangz)
4. "Traumatized"
5. "Believe It" (featuring Rick Ross)
6. "Maybach Curtains" (featuring Nas, Rick Ross and John Legend)
7. "Amen" (featuring Drake)
8. "Young Kings"
9. "Lay Up" (featuring Wale, Rick Ross and Trey Songz)
10. "Tony Story (Pt. 2)"
11. "Who You're Around" (featuring Mary J. Blige)
12. "Polo & Shell Tops"
13. "Rich & Famous" (featuring Louie V)
14. "Real Niggas Come First"